# Сноубординг на зимових Олімпійських іграх 2010 — сноубордкрос (жінки)
Змагання зі сноубордкросу серед жінок на зимових Олімпійських іграх 2010 відбулись 16 лютого 2010 року в Сайпрес Маунтін.

## Призерки
| Золото      | Срібло          | Бронза      |
| Маєль Рікер | Дебора Антоніоз | Олівія Нобс |

## Змагання

### Кваліфікація
| Місце | Номер | Ім'я                   | Країна          | Заїзд 1 | Заїзд 2 | Найкращий | Нотатки |
| ----- | ----- | ---------------------- | --------------- | ------- | ------- | --------- | ------- |
| 1     | 27    | Меллі Франкон          | Швейцарія       | 1:24.43 | 1:24.79 | 1:24.43   | Q       |
| 2     | 22    | Ліндсі Джекобелліс     | США             | 1:26.13 | 1:25.41 | 1:25.41   | Q       |
| 3     | 20    | Маєль Рікер            | Канада          | 1:43.59 | 1:25.45 | 1:25.45   | Q       |
| 4     | 30    | Олівія Нобс            | Швейцарія       | 1:28.70 | 1:26.25 | 1:26.25   | Q       |
| 5     | 25    | Гелене Олафсен         | Норвегія        | 1:40.43 | 1:26.94 | 1:26.94   | Q       |
| 6     | 31    | Неллі Моенн-Локкоз     | Франція         | 1:27.31 | 1:42.92 | 1:27.31   | Q       |
| 7     | 28    | Дебора Антоніоз        | Франція         | 1:27.61 | 1:27.49 | 1:27.49   | Q       |
| 8     | 19    | Зої Джиллінґс          | Велика Британія | 1:27.93 | DNF     | 1:27.93   | Q       |
| 9     | 32    | Сімона Майлер          | Швейцарія       | 1:45.16 | 1:27.94 | 1:27.94   | Q       |
| 10    | 36    | Дорезія Крінґс         | Австрія         | 1:36.55 | 1:28.98 | 1:28.98   | Q       |
| 11    | 17    | Сандра Фрай            | Швейцарія       | 1:29.46 | 1:43.38 | 1:29.46   | Q       |
| 12    | 23    | Фає Ґуліні             | США             | 1:30.75 | 1:43.29 | 1:30.75   | Q       |
| 13    | 37    | Клер Шапото            | Франція         | DNF     | 1:30.89 | 1:30.89   | Q       |
| 14    | 33    | Нацуко Дої             | Японія          | 1:31.23 | DNF     | 1:31.23   | Q       |
| 15    | 39    | Юлі Вендель Лундгольдт | Данія           | 1:31.29 | 1:44.62 | 1:31.29   | Q       |
| 16    | 35    | Марія Рамберґер        | Австрія         | 1:43.54 | 1:33.08 | 1:33.08   | Q       |
| 17    | 26    | Раффаелла Брутто       | Італія          | 1:34.12 | 1:37.94 | 1:34.12   |         |
| 18    | 34    | Стефані Гіккі          | Австралія       | 1:35.26 | DNF     | 1:35.26   |         |
| 19    | 29    | Ізабел Кларк Рібейро   | Бразилія        | 1:41.10 | 1:51.65 | 1:41.10   |         |
| 20    | 21    | Домінік Мальте         | Канада          | DSQ     | 1:45.56 | 1:45.56   |         |
| 21    | 40    | Келлан Чітлук-Сіфсот   | США             | 1:59.04 | DNF     | 1:59.04   |         |
| 99 !  | 18    | Александра Жекова      | Болгарія        | DNF     | DNS     | 9:99.99 ! |         |
| 99 !  | 24    | Юка Фудзіморі          | Японія          | DNS     | DNS     | 9:99.99 ! |         |
| 99 !  | 38    | Мануела Ріґлер         | Австрія         | DNS     | DNS     | 9:99.99 ! |         |

### Раунд на вибування

#### Чвертьфінали
16 найкращих спортсменок пройшли до чвертьфіналів. Починаючи з цієї стадії в заїздах брали участь по чотири особи, із яких далі проходили по дві переможниці. 
| Місце | Номер | Ім'я            | Країна          | Нотатки |
| ----- | ----- | --------------- | --------------- | ------- |
| 1     | 1     | Меллі Франкон   | Швейцарія       | Q       |
| 2     | 8     | Зої Джиллінґс   | Велика Британія | Q       |
| 3     | 9     | Сімона Майлер   | Швейцарія       |         |
| 4     | 16    | Марія Рамберґер | Австрія         |         |

| Місце | Номер | Ім'я               | Країна    | Нотатки |
| ----- | ----- | ------------------ | --------- | ------- |
| 1     | 3     | Маєль Рікер        | Канада    | Q       |
| 2     | 6     | Неллі Моенн-Локкоз | Франція   | Q       |
| 3     | 14    | Нацуко Дої         | Японія    |         |
| 4     | 11    | Сандра Фрай        | Швейцарія |         |

| Місце | Номер | Ім'я           | Країна    | Нотатки |
| ----- | ----- | -------------- | --------- | ------- |
| 1     | 4     | Олівія Нобс    | Швейцарія | Q       |
| 2     | 5     | Гелене Олафсен | Норвегія  | Q       |
| 3     | 12    | Фає Ґуліні     | США       |         |
| 4     | 13    | Клер Шапото    | Франція   |         |

| Місце | Номер | Ім'я                   | Країна  | Нотатки |
| ----- | ----- | ---------------------- | ------- | ------- |
| 1     | 2     | Ліндсі Джекобелліс     | США     | Q       |
| 2     | 7     | Дебора Антоніоз        | Франція | Q       |
| 3     | 10    | Дорезія Крінґс         | Австрія |         |
| 4     | 15    | Юлі Вендель Лундгольдт | Данія   |         |

#### Півфінали
| Місце | Номер | Ім'я           | Країна          | Нотатки |
| ----- | ----- | -------------- | --------------- | ------- |
| 1     | 5     | Гелене Олафсен | Норвегія        | Q       |
| 2     | 4     | Олівія Нобс    | Швейцарія       | Q       |
| 3     | 8     | Зої Джиллінґс  | Велика Британія |         |
| 4     | 1     | Меллі Франкон  | Швейцарія       |         |

| Місце | Номер | Ім'я               | Країна  | Нотатки |
| ----- | ----- | ------------------ | ------- | ------- |
| 1     | 3     | Маєль Рікер        | Канада  | Q       |
| 2     | 7     | Дебора Антоніоз    | Франція | Q       |
| 3     | 6     | Неллі Моенн-Локкоз | Франція |         |
| 4     | 2     | Ліндсі Джекобелліс | США     |         |

#### Фінали
Малий фінал
| Місце | Номер | Ім'я               | Країна          |
| ----- | ----- | ------------------ | --------------- |
| 5     | 2     | Ліндсі Джекобелліс | США             |
| 6     | 6     | Неллі Моенн-Локкоз | Франція         |
| 7     | 1     | Меллі Франкон      | Швейцарія       |
| 8     | 8     | Зої Джиллінґс      | Велика Британія |

Великий фінал
| Місце | Номер | Ім'я            | Країна    |
| ----- | ----- | --------------- | --------- |
| 1     | 3     | Маєль Рікер     | Канада    |
| 2     | 7     | Дебора Антоніоз | Франція   |
| 3     | 4     | Олівія Нобс     | Швейцарія |
| 4     | 5     | Гелене Олафсен  | Норвегія  |

### Остаточний розподіл місць
| Місце | Сіяна | Номер | Ім'я                   | Країна          | Нотатки |
| ----- | ----- | ----- | ---------------------- | --------------- | ------- |
| 1     | 3     | 20    | Маєль Рікер            | Канада          |         |
| 2     | 7     | 28    | Дебора Антоніоз        | Франція         |         |
| 3     | 4     | 30    | Олівія Нобс            | Швейцарія       |         |
| 4     | 5     | 25    | Гелене Олафсен         | Норвегія        |         |
| 5     | 2     | 22    | Ліндсі Джекобелліс     | США             |         |
| 6     | 6     | 31    | Неллі Моенн-Локкоз     | Франція         |         |
| 7     | 1     | 27    | Меллі Франкон          | Швейцарія       |         |
| 8     | 8     | 19    | Зої Джиллінґс          | Велика Британія |         |
| 9     | 9     | 32    | Сімона Майлер          | Швейцарія       |         |
| 10    | 10    | 36    | Дорезія Крінґс         | Австрія         |         |
| 11    | 11    | 17    | Сандра Фрай            | Швейцарія       |         |
| 12    | 12    | 23    | Фає Ґуліні             | США             |         |
| 13    | 13    | 37    | Клер Шапото            | Франція         |         |
| 14    | 14    | 33    | Нацуко Дої             | Японія          |         |
| 15    | 15    | 39    | Юлі Вендель Лундгольдт | Данія           |         |
| 16    | 16    | 35    | Марія Рамберґер        | Австрія         |         |
| 17    | 17    | 26    | Раффаелла Брутто       | Італія          |         |
| 18    | 18    | 34    | Стефані Гіккі          | Австралія       |         |
| 19    | 19    | 29    | Ізабел Кларк Рібейро   | Бразилія        |         |
| 20    | 20    | 21    | Домінік Мальте         | Канада          |         |
| 21    | 21    | 40    | Келлан Чітлук-Сіфсот   | США             |         |
| 99 !  | 99 !  | 18    | Александра Жекова      | Болгарія        |         |
| 99 !  | 99 !  | 24    | Юка Фудзіморі          | Японія          | DNS     |
| 99 !  | 99 !  | 38    | Мануела Ріґлер         | Австрія         | DNS     |